# Kälken, Dalarna
Kälken är en sjö i Älvdalens kommun i Dalarna och ingår i Dalälvens huvudavrinningsområde.